# Amphibleptula
Amphibleptula is een geslacht van sponsdieren uit de klasse van de Demospongiae (gewone sponzen). 

## Soort
- Amphibleptula madrepora Schmidt, 1879